# به-دورفه
به-دورفه (به فرانسوی: Baie-D'Urfé) شهرکی در  ناحیه مونترآل در استان کبک کانادا است. در سرشماری سال ۲۰۱۱ این شهرک ۳٬۹۵۳ نفر جمعیت داشته‌است و مساحت آن ۶٫۷ کیلومتر مربع است.